# Rusland op de Olympische Zomerspelen 1996
Rusland nam deel aan de Olympische Zomerspelen 1996 in Atlanta, Verenigde Staten. Het was de eerste deelname van het land sinds de ontmanteling van de Sovjet-Unie.

## Medailles
| Sport            | Olympiër | Discipline                 | Medaille |
| ---------------- | --- | -------------------------- | -------- |
| Atletiek         | Svetlana Masterkova | 800m (v)                   | Goud     |
| Atletiek         | Svetlana Masterkova | 1500m (v)                  | Goud     |
| Atletiek         | Yelena Nikolayeva | 10km snelwandelen (v)      | Goud     |
| Boksen           | Oleg Saitov | -67kg (m)                  | Goud     |
| Gewichtheffen    | Aleksei Petrov | -91kg (m)                  | Goud     |
| Gewichtheffen    | Andrei Chemerkin | +108kg (m)                 | Goud     |
| Gymnastiek       | Alexei Nemov | sprong (m)                 | Goud     |
| Gymnastiek       | Sergei Kharkov Nikolai Kryukov Alexei Nemov Yevgeni Podgorny Dmitri Trush Dmitri Vasilenko Alexei Voropaev                                                                     | meerkamp team (m)          | Goud     |
| Gymnastiek       | Svetlana Khorkina | brug (v)                   | Goud     |
| Schermen         | Aleksandr Beketov | degen (m) .                | Goud     |
| Schermen         | Ilgar Mamedov Vladislav Pavlovich Dmitriy Shevchenko | floret team (m)            | Goud     |
| Schermen         | Stanislav Pozdnyakov | sabel (m)                  | Goud     |
| Schermen         | Grigory Kiriyenko Stanislav Pozdnyakov Sergey Sharikov | sabel team (m)             | Goud     |
| Schietsport      | Artem Khadjibekov | 10m geweer (m)             | Goud     |
| Schietsport      | Boris Kokorev | 50m pistool (m)            | Goud     |
| Schietsport      | Olga Klochneva | 10m luchtpistool (v)       | Goud     |
| Schoonspringen   | Dmitri Sautin | 10m toren (m)              | Goud     |
| Wielersport      | Zulfiya Zabirova | tijdrit (v)                | Goud     |
| Worstelen        | Vadim Bogiyev | -68kg vrije stijl (m)      | Goud     |
| Worstelen        | Buvaisar Saitiev | -74kg vrije stijl (m)      | Goud     |
| Worstelen        | Khadzhimurad Magomedov | -82kg vrije stijl (m)      | Goud     |
| Worstelen        | Alexander Karelin | -130kg Grieks-Romeins (m)  | Goud     |
| Zwemmen          | Alexander Popov | 50m vrije slag (m)         | Goud     |
| Zwemmen          | Alexander Popov | 100m vrije slag (m)        | Goud     |
| Zwemmen          | Denis Pankratov | 100m vlinderslag (m)       | Goud     |
| Zwemmen          | Denis Pankratov | 200m vlinderslag (m)       | Goud     |
| Atletiek         | Ilya Markov | 20km snelwandelen (m)      | Zilver   |
| Atletiek         | Mikhail Shchennikov | 50km snelwandelen (m)      | Zilver   |
| Atletiek         | Igor Trandenkov | polsstokhoogspringen (m)   | Zilver   |
| Atletiek         | Valentina Yegorova | marathon (v)               | Zilver   |
| Atletiek         | Inna Lasovskaya | hink-stap-springen (v)     | Zilver   |
| Atletiek         | Natalya Sadova | discuswerpen (v)           | Zilver   |
| Gewichtheffen    | Sergey Syrtsov | -108kg (m)                 | Zilver   |
| Gymnastiek       | Alexei Nemov | individuele meerkamp (m)   | Zilver   |
| Gymnastiek       | Elena Dolgopolova Rozalia Galiyeva Elena Grosheva Svetlana Khorkina Dina Kochetkova Yevgeniya Kuznetsova Oksana Liapina                                                        | meerkamp team (v)          | Zilver   |
| Gymnastiek       | Yanina Batyrchina | ritmisch individueel (v)   | Zilver   |
| Moderne vijfkamp | Eduard Zenovka | mannen                     | Zilver   |
| Schermen         | Aleksandr Beketov Pavel Kolobkov Valery Zakharevich | degen team (m) .           | Zilver   |
| Schermen         | Sergey Sharikov | sabel (m)                  | Zilver   |
| Schietsport      | Irina Gerasimenok | 50m geweer 3 houdingen (v) | Zilver   |
| Schietsport      | Marina Logvinenko | 10m luchtpistool (v)       | Zilver   |
| Schoonspringen   | Irina Lashko | 3m plank (v)               | Zilver   |
| Wielersport      | Eduard Gritsun Nikolay Kuznetsov Alexei Markov Anton Shantyr | ploegenachtervolging (m)   | Zilver   |
| Worstelen        | Makharbek Khadartsev | -90kg vrije stijl (m)      | Zilver   |
| Zeilen           | Dmitri Shabanov Georgy Shayduko Igor Skalin | soling klasse              | Zilver   |
| Zwemmen          | Denis Pimankov Alexander Popov Vladimir Predkin Vladimir Pyshnenko Konstantin Ushkov Roman Yegorov                                                                             | 4x100m vrije slag (m)      | Zilver   |
| Zwemmen          | Roman Ivanovsky Vladislav Kulikov Stanislav Lopukhov Denis Pankratov Alexander Popov Vladimir Selkov Roman Yegorov                                                             | 4x100m wisselslag (m)      | Zilver   |
| Atletiek         | Irina Khudoroshkina | kogelstoten (v)            | Brons    |
| Boksen           | Albert Pakeyev | -51kg (m)                  | Brons    |
| Boksen           | Raimkul Malakhbekov | -54kg (m)                  | Brons    |
| Boksen           | Alexei Lezin | +91kg (m)                  | Brons    |
| Gymnastiek       | Alexei Nemov | paard voltige (m)          | Brons    |
| Gymnastiek       | Alexei Nemov | rekstok (m)                | Brons    |
| Gymnastiek       | Alexei Nemov | vloer (m)                  | Brons    |
| Gymnastiek       | Yevgeniya Bochkaryova Irina Dzyuba Yuliya Ivanova Yelena Krivoshey Olga Shtyrenko Angelina Yushkova                                                                            | ritmisch team (v)          | Brons    |
| Kanovaren        | Oleg Gorobiy Anatoli Tishchenko Georgiy Tsybulnikov Sergey Verlin | K-4 1000m (m)              | Brons    |
| Roeien           | Nikolay Aksyonov Anton Chermashentsev Andrey Glukhov Aleksandr Lukyanov Sergey Matveyev Pavel Melnikov Roman Monchenko Dmitry Rozinkevich Vladimir Sokolov Vladimir Volodenkov | acht (m)                   | Brons    |
| Schermen         | Karina Aznavourian Yuliya Garayeva Maria Mazina | degen team (v) .           | Brons    |
| Schietsport      | Marina Logvinenko | 25m pistool (v)            | Brons    |
| Worstelen        | Zafar Guliyev | -48kg Grieks-Romeins (m)   | Brons    |
| Worstelen        | Aleksandr Tretyakov | -68kg Grieks-Romeins (m)   | Brons    |

## Deelnemers en resultaten
(m) = mannen, (v) = vrouwen

### Atletiek
| Olympiër                                                                                | Discipline               | Resultaat | Prestatie |
| --------------------------------------------------------------------------------------- | ------------------------ | --------- | --- |
| Andrey Fedoriv                                                                          | 100m (m)                 | 27e       | serie 1: 3de in 10,39 kwartfinale 1: 7de in 10,34 |
| Andrey Fedoriv                                                                          | 200m (m)                 | 47e       | serie 7: 6de in 20,95 |
| Andrey Loginov                                                                          | 1500m (m)                | 32e       | serie 5: 5de in 3.40,99 |
| Vyacheslav Shabunin                                                                     | 1500m (m)                | 27e       | serie 1: 6de in 3.38,56 |
| Andrey Kislykh                                                                          | 110m horden (m)          | 27e       | serie 1: 3de in 13,74 kwartfinale 3: 8ste in 13,74 |
| Yevgeny Pechonkin                                                                       | 110m horden (m)          | 38e       | serie 6: 6de in 13,86 |
| Ruslan Mashchenko                                                                       | 400m horden (m)          | 33e       | serie 5: 3de in 49,94 |
| Vladimir Golyas                                                                         | 3000m steeplechase (m)   | 20e       | serie 3: 9de in 8.35,50 halve finale 1: 9de in 8.36,85 |
| Vladimir Pronin                                                                         | 3000m steeplechase (m)   | 18e       | serie 2: 6de in 8.29,49 halve finale 2: 10de in 8.34,79 |
| Dmitry Kosov Ruslan Mashchenko Mikhail Vdovin Innokenty Zharov                          | 4x400m (m)               | 14e       | serie 2: 2de in 3.04,73 halve finale 1: 8ste in 3.05,63 |
| Leonid Shvetsov                                                                         | marathon (m)             | 66e       | 2:24.49 |
| Oleg Strizhakov                                                                         | marathon (m)             | 37e       | 2:19.51 |
| Sergej Makarov                                                                          | 20km snelwandelen (m)    | Zilver    | 1:20.16 |
| Rishat Shafikov                                                                         | 20km snelwandelen (m)    | 5e        | 1:20.41 |
| Mikhail Shchennikov                                                                     | 20km snelwandelen (m)    | 7e        | 1:21.09 |
| Nikolay Matyukhin                                                                       | 50km snelwandelen (m)    | 25e       | 4:01.49 |
| Andrey Plotnikov                                                                        | 50km snelwandelen (m)    | DNF       | niet gefinisht |
| Mikhail Shchennikov                                                                     | 50km snelwandelen (m)    | Zilver    | 3:43.46 |
| Andrey Ignatov                                                                          | verspringen (m)          | 11e       | kwalificatie groep B: 7de met 8,00m finale: 10de met 7,83m |
| Yury Naumkin                                                                            | verspringen (m)          | 10e       | kwalificatie groep B: 3de met 8,21m finale: 10de met 7,96m |
| Aleksey Petrukhanov                                                                     | verspringen (m)          | 35e       | kwalificatie groep A: 16de met 7,50m |
| Igor Sautkin                                                                            | hink-stap-springen (m)   | 32e       | kwalificatie groep B: 19de met 16,06m |
| Vasily Sokov                                                                            | hink-stap-springen (m)   | 19e       | kwalificatie groep B: 8ste met 16,68m |
| Viktor Sotnikov                                                                         | hink-stap-springen (m)   | 9e        | kwalificatie groep A: 5de met 16,86m finale: 9de met 16,84m |
| Pyotr Bochkaryov                                                                        | polsstokhoogspringen (m) | 5e        | kwalificatie groep B: 1ste met 5,70m finale: 5de met 5,86m |
| Viktor Chistiakov                                                                       | polsstokhoogspringen (m) | 17e       | kwalificatie groep A: 9de met 5,60m |
| Igor Trandenkov                                                                         | polsstokhoogspringen (m) | Zilver    | kwalificatie groep A: 4de met 5,70m finale: 2de met 5,92m |
| Yevgeny Palchikov                                                                       | kogelstoten (m)          | 20e       | kwalificatie groep B: 9de met 18,96m |
| Aleksey Shidlovsky                                                                      | kogelstoten (m)          | 26e       | kwalificatie groep A: 14de met 18,37m |
| Aleksandr Borichevsky                                                                   | discuswerpen (m)         | 31e       | kwalificatie groep A: 18de met 56,46m |
| Sergey Lyakhov                                                                          | discuswerpen (m)         | 11e       | kwalificatie groep B: 4de met 62,42m finale: 11de met 60,62m |
| Sergey Makarov                                                                          | speerwerpen (m)          | 6e        | kwalificatie groep A: 2de met 85,88m finale: 6de met 85,30m |
| Andrey Moruyev                                                                          | speerwerpen (m)          | 22e       | kwalificatie groep B: 11de met 77,20m |
| Vladimir Ovchinnikov                                                                    | speerwerpen (m)          | 16e       | kwalificatie groep B: 7de met 78,20m |
| Vadim Khersontsev                                                                       | kogelslingeren (m)       | 15e       | kwalificatie groep A: 8ste met 74,48m |
| Ilya Konovalov                                                                          | kogelslingeren (m)       | 6e        | kwalificatie groep B: 6de met 75,10m finale: 6de met 78,72m |
| Vasily Sidorenko                                                                        | kogelslingeren (m)       | 12e       | kwalificatie groep A: 4de met 76,64m finale: 12de met 74,68m |
| Nikolay Afanasyev                                                                       | tienkamp (m)             | 31e       | 100m: 40ste in 11,44 verspringen: 34ste met 6,74m kogelstoten: 30ste met 13,38m hoogspringen: 17de met 1,98m 400m: 31ste in 50,83 110m horden: 23ste in 14,79 discuswerpen: 22ste met 43,08m polsstokhoogspringen: geen geldige poging speerwerpen: 23ste met 55,12m 1500m: 22ste in 4.41,00 totaal: 6711 punten |
|                                                                                         |                          |           | |
| Nataliya Pomoshchnikova-Voronova                                                        | 100m (v)                 | 6e        | serie 6: 2de in 11,22 kwartfinale 4: 3de in 11,17 halve finale 2: 3de in 11,07 finale: 6de in 11,10 |
| Irina Privalova                                                                         | 100m (v)                 | 14e       | serie 1: 3de in 11,42 kwartfinale 3: 4de in 11,40 halve finale 2: 7de in 11,31 |
| Marina Trandenkova                                                                      | 100m (v)                 | 5e        | serie 5: 1ste in 11,20 kwartfinale 1: 2de in 11,15 halve finale 1: 3de in 11,07 finale: 5de in 11,06 |
| Galina Malchugina                                                                       | 200m (v)                 | 5e        | serie 5: 1ste in 22,63 kwartfinale 2: 2de in 22,69 halve finale 2: 2de in 22,35 finale: 5de in 22,45 |
| Irina Privalova                                                                         | 200m (v)                 | DNF       | serie 3: 2de in 23,16 kwartfinale 4: 3de in 22,82 halve finale 1: niet gefinisht |
| Marina Trandenkova                                                                      | 200m (v)                 | DNS       | serie 4: niet gestart |
| Svetlana Goncharenko                                                                    | 400m (v)                 | 9e        | serie 1: 2de in 51,07 kwartfinale 2: 4de in 51,35 halve finale 2: 5de in 50,84 |
| Olga Kotlyarova                                                                         | 400m (v)                 | 18e       | serie 2: 4de in 51,90 kwartfinale 1: 6de in 51,36 |
| Yelena Afanasyeva                                                                       | 800m (v)                 | 6e        | serie 2: 2de in 1.59,18 halve finale 2: 2de in 1.57,77 finale: 5de in 1.59,57 |
| Svetlana Masterkova                                                                     | 800m (v)                 | Goud      | serie 1: 1ste in 1.59,67 halve finale 1: 1ste in 1.57,95 finale: 1ste in 1.57,73 |
| Lyubov Tsyoma                                                                           | 800m (v)                 | 15e       | serie 3: 5de in 2.00,18 halve finale 2: 8ste in 2.02,50 |
| Lyudmila Borisova                                                                       | 1500m (v)                | 7e        | serie 2: 1ste in 4.13,29 halve finale 2: 6de in 4.06,89 finale: 7de in 4.03,56 |
| Svetlana Masterkova                                                                     | 1500m (v)                | Goud      | serie 1: 2de in 4.09,88 halve finale 1: 3de in 4.10,35 finale: 1ste in 4.00,83 |
| Lyudmila Rogachova                                                                      | 1500m (v)                | 20e       | serie 3: 6de in 4.07,61 halve finale 1: 11de in 4.14,54 |
| Yelena Romanova                                                                         | 5000m (v)                | 6e        | serie 3: 4de in 15.23,37 finale: 6de in 15.14,09 |
| Klara Kashapova                                                                         | 10000m (v)               | 27e       | serie 1: 12de in 33.28,34 |
| Lyudmila Petrova                                                                        | 10000m (v)               | 14e       | serie 2: 9de in 31.58,84 finale: 14de in 32.25,89 |
| Firaya Sultanova                                                                        | 10000m (v)               | 22e       | serie 2: 14de in 32.40,91 |
| Yuliya Graudyn                                                                          | 100m horden (v)          | 10e       | serie 6: 3de in 12,95 kwartfinale 1: 3de in 12,77 halve finale 2: 6de in 12,74 |
| Tatyana Reshetnikova                                                                    | 100m horden (v)          | 20e       | serie 4: 5de in 13,01 kwartfinale 2: 6de in 13,01 |
| Nataliya Shekhodanova                                                                   | 100m horden (v)          | DSQ       | serie 1: gediskwalificeerd |
| Anna Knoroz                                                                             | 400m horden (v)          | 19e       | serie 3: 4de in 56,21 |
| Yekaterina Leshchova Galina Malchugina Nataliya Pomoshchnikova-Voronova Irina Privalova | 4x100m (v)               | 4e        | serie 3: 1ste in 43,00 finale: 4de in 42,27 |
| Tatyana Chebykina Svetlana Goncharenko Olga Kotlyarova Yekaterina Kulikova              | 4x400m (v)               | 5e        | serie 2: 3de in 3.24,86 finale: 5de in 3.22,22 |
| Ramilya Burangulova                                                                     | marathon (v)             | 35e       | 2:38.04 |
| Valentina Yegorova                                                                      | marathon (v)             | Zilver    | 2:28.05 |
| Alla Zhilyayeva                                                                         | marathon (v)             | DNF       | niet gefinisht |
| Yelena Gruzinova                                                                        | 10km snelwandelen (v)    | 10e       | 43.50 |
| Yelena Nikolayeva                                                                       | 10km snelwandelen (v)    | Goud      | 41.19 |
| Irina Stankina                                                                          | 10km snelwandelen (v)    | DSQ       | gediskwalificeerd |
| Lyudmila Galkina                                                                        | verspringen (v)          | DNF       | kwalificatie groep B: geen geldige poging |
| Olga Rubleva                                                                            | verspringen (v)          | 18e       | kwalificatie groep A: 13de met 6,47m |
| Yelena Sinchukova                                                                       | verspringen (v)          | 24e       | kwalificatie groep B: 9de met 6,31m |
| Anna Biryokova                                                                          | hink-stap-springen (v)   | 12e       | kwalificatie groep A: 6de met 14,19m |
| Nataliya Kayukova                                                                       | hink-stap-springen (v)   | 20e       | kwalificatie groep B: 8ste met 13,54m |
| Inna Lasovskaya                                                                         | hink-stap-springen (v)   | Zilver    | kwalificatie groep B: 1ste met 14,75m finale: 2de met 14,98m |
| Yelena Gulyayeva                                                                        | hoogspringen (v)         | 4e        | kwalificatie groep A: 3de met 1,93m finale: 4de met 1,99m |
| Yuliya Lyakhov                                                                          | hoogspringen (v)         | 19e       | kwalificatie groep B: 11de met 1,85m |
| Tatyana Motkova                                                                         | hoogspringen (v)         | 5e        | kwalificatie groep B: 3de met 1,93m finale: 5de met 1,96m |
| Irina Khudoroshkina                                                                     | kogelstoten (v)          | Brons     | kwalificatie groep B: 4de met 19,03m finale: 3de met 19,35m |
| Irina Korzhanenko                                                                       | kogelstoten (v)          | 8e        | kwalificatie groep A: 4de met 18,92m finale: 8ste met 18,68m |
| Svetlana Krivelyova                                                                     | kogelstoten (v)          | 15e       | kwalificatie groep A: 7de met 18,23m |
| Olga Burova-Chernyavskaya                                                               | discuswerpen (v)         | 6e        | kwalificatie groep A: 2de met 63,02m finale: 6de met 64,70m |
| Valentina Ivanova                                                                       | discuswerpen (v)         | 24e       | kwalificatie groep B: 13de met 58,38m |
| Nataliya Sadova                                                                         | discuswerpen (v)         | Zilver    | kwalificatie groep B: 5de met 62,28m finale: 2de met 66,48m |
| Oksana Ovchinnikova                                                                     | speerwerpen (v)          | 20e       | kwalificatie groep B: 9de met 57,28m |
| Yelena Lebedenko                                                                        | zevenkamp (v)            | 17e       | 100m horden: 15de in 13,70 hoogspringen: 12de met 1,77m kogelstoten: 11de met 13,72m 200m: 13de in 24,67 verspringen: 7de met 6,33m speerwerpen: 11de met 45,02m 800m: 24ste in 2.28,58 totaal: 6082 punten |
| Svetlana Moskalets                                                                      | zevenkamp (v)            | 14e       | 100m horden: 15de in 13,70 hoogspringen: 7de met 1,80m kogelstoten: 6de met 14,23m 200m: 21ste in 25,04 verspringen: 4de met 6,56m speerwerpen: 17de met 42,64m 800m: 25ste in 2.30,89 totaal: 6118 punten |
| Irina Tyukhay                                                                           | zevenkamp (v)            | 19e       | 100m horden: 21ste in 13,90 hoogspringen: 12de met 1,77m kogelstoten: 7de met 14,16m 200m: 20ste in 24,98 verspringen: 17de met 6,07m speerwerpen: 23ste met 40,08m 800m: 23ste in 2.26,69 totaal: 5903 punten                                                                                                   |

### Badminton
| Olympiër                        | Discipline     | Resultaat | Prestatie |
| ------------------------------- | -------------- | --------- | --- |
| Andrey Antropov                 | enkelspel (m)  | 17e       | 1ste ronde: vrij 2de ronde: V van MAS Sidek: 0-2 (7-15, 11-15) |
| Pavel Uvarov                    | enkelspel (m)  | 33e       | 1ste ronde: V van NED van Dijk: 0-2 (8-15, 10-15) |
| Andrey Antropov Nikolay Zuyev   | dubbelspel (m) | 5e        | 1ste ronde: W van GBR Ponting/Robertson: 2-1 (18-13, 7-15, 15-4) 2de ronde: W van GER Helber/Keck: 2-0 (15-1, 15-7) kwartfinale: V van INA Ariantho/Kantono: 0-2 (5-15, 1-15) |
|                                 |                |           | |
| Yelena Rybkina                  | enkelspel (m)  | 17e       | 1ste ronde: W van GBR Muggeridge: 2-0 (11-6, 12-11) 2de ronde: V van JPN Mizui: 0-2 (1-11, 8-11)                                                                              |
| Marina Yakusheva                | enkelspel (m)  | 17e       | 1ste ronde: vrij 2de ronde: V van CHN Yao: 0-2 (4-11, 4-11) |
| Yelena Rybkina Marina Yakusheva | dubbelspel (v) | 17e       | 1ste ronde: V van DEN Jørgensen/Olsen: 0-2 (13-15, 10-15) |
|                                 |                |           | |
| Marina Yakusheva Nikolay Zuyev  | dubbelspel (g) | 17e       | 1ste ronde: V van INA Kusharjanto/Timur: 0-2 (6-15, 6-15) |

### Basketbal
| Olympiër | Discipline | Resultaat | Prestatie |
| --- | ---------- | --------- | --- |
| Jelena Baranova Elen Boenatjants-Sjakirova Svetlana Koeznetsova Ljoedmila Konovalova Jevgenia Nikonova Irina Roetkovskaja Jelena Psjikova Irina Soemnikova Maria Stepanova Natalja Svinoechova Svetlana Zaboloejeva-Antipova | vrouwen    | 5e        | groep A: 2de W van Japan: 73-63 V van Brazilië: 68-82 W van Italië: 75-70 W van Canada: 68-49 W van China: 94-78 kwartfinale: V van Australië: 70-74 5-8ste plek: W van Japan: 80-69 5-6de plek: W van Cuba: 91-74 |

| Groep A |          |             |             |             |        |        |        |        |
| #       | Land     | Wedstrijden | Wedstrijden | Wedstrijden | Punten | Punten | Punten | Punten |
| #       | Land     | G           | W           | V           | V      | T      | Saldo  | Punten |
| 1       | Brazilië | 5           | 5           | 0           | 424    | 360    | +64    | 10     |
| 2       | Rusland  | 5           | 4           | 1           | 378    | 342    | +36    | 9      |
| 3       | Italië   | 5           | 3           | 2           | 330    | 309    | +21    | 8      |
| 4       | Japan    | 5           | 2           | 3           | 365    | 396    | -31    | 7      |
| 5       | China    | 5           | 1           | 4           | 347    | 378    | -31    | 6      |
| 6       | Canada   | 5           | 0           | 5           | 293    | 352    | -59    | 5      |

| Ronde       | Datum   | Plaats  | Land  | Score     | Land |
| ----------- | ------- | ------- | ----- | --------- | ---- |
| Groepsfase  |         |         |       |           |      |
| 21 juli     | Atlanta | Japan   | 63-73 | Rusland   |      |
| 23 juli     | Atlanta | Rusland | 68-82 | Brazilië  |      |
| 25 juli     | Atlanta | Italië  | 70-75 | Rusland   |      |
| 27 juli     | Atlanta | Rusland | 68-49 | Canada    |      |
| 29 juli     | Atlanta | Rusland | 94-78 | China     |      |
| Kwartfinale |         |         |       |           |      |
| 31 juli     | Atlanta | Rusland | 70-74 | Australië |      |
| 5-8ste plek |         |         |       |           |      |
| 1 augustus  | Atlanta | Rusland | 80-69 | Japan     |      |
| 5-6de plek  |         |         |       |           |      |
| 3 augustus  | Atlanta | Italië  | 74-91 | Rusland   |      |

### Boksen
| Olympiër            | Discipline  | Resultaat | Prestatie |
| ------------------- | ----------- | --------- | --- |
| Albert Pakeyev      | -51kg (m)   | Brons     | 1ste ronde: W van MRI Sunee: 8-1 2de ronde: W van ZAM Muluka: 13-4 kwartfinale: W van COL Reyes: 13-13 halve finale: V van CUB Romero: 6-12                                        |
| Raimkul Malakhbekov | -54kg (m)   | Brons     | 1ste ronde: W van PUR Cotto: 16-6 2de ronde: W van ALG Aziz Boulehia: scheidsrechterlijke beslissing kwartfinale: W van MGL Davaatseren: 21-19 halve finale: V van CUB Mesa: 14-14 |
| Ramazan Paliani     | -57kg (m)   | 5e        | 1ste ronde: W van KOR Sin: 10-7 2de ronde: W van GRE Ouzlian: 27-2 kwartfinale: V van THA Kamsing: 4-13                                                                            |
| Eduard Zakharov     | -63,5kg (m) | 5e        | 1ste ronde: W van JPN Nitami: 21-6 2de ronde: W van CAN Boudreault: 11-9 kwartfinale: V van CUB Vinent: 7-15                                                                       |
| Oleg Saitov         | -67kg (m)   | Goud      | 1ste ronde: W van TUR Süme: 11-1 2de ronde: W van KOR Bae: 9-5 kwartfinale: W van TUN Chater: 9-3 halve finale: W van PUR Santos: 13-11 finale: W van CUB Hernandez: 14-9          |
| Aleksandr Lebzyak   | -75kg (m)   | 5e        | 1ste ronde: W van JAM Donaldson: 20-4 2de ronde: W van AUS Crawford: scheidsrechterlijke beslissing kwartfinale: V van CUB Hernandez: 8-15                                         |
| Dmitry Vybornov     | -81kg (m)   | 17e       | 1ste ronde: V van USA Tarver: 2-5 |
| Igor Kshinin        | -91kg (m)   | 9e        | 1ste ronde: W van EGY Moustafa: 17-4 2de ronde: V van GER Krasniqi: 2-10 |
| Aleksey Lyozin      | +91kg (m)   | Brons     | 1ste ronde: vrij 2de ronde: W van KAZ Yurchenko: scheidsrechterlijke beslissing kwartfinale: W van GER Monse: 9-5 halve finale: V van UKR Klitschko: 1-4                           |

### Boogschieten
| Olympiër                                                           | Discipline      | Resultaat | Prestatie |
| ------------------------------------------------------------------ | --------------- | --------- | --- |
| Bair Badyonov                                                      | individueel (m) | 53e       | plaatsingsronde: 53ste met 635 punten 1ste ronde: V van USA White: 152-161                                                                               |
| Andrey Podlazov                                                    | individueel (m) | 50e       | plaatsingsronde: 51ste met 643 punten 1ste ronde: V van CHN Tang: 154-157                                                                                |
| Balzhinima Tsyrempilov                                             | individueel (m) | 18e       | plaatsingsronde: 6de met 675 punten 1ste ronde: W van KAZ Shin: 164-163 2de ronde: V van FIN Poikolainen: 163-164                                        |
| Bair Badyonov Andrey Podlazov Balzhinima Tsyrempilov               | team (m)        | 11e       | plaatsingsronde: 9de met 1950 punten 1ste ronde: V van Slovenië: 241-242                                                                                 |
|                                                                    |                 |           | |
| Rita Galinovskaya                                                  | individueel (v) | 14e       | plaatsingsronde: 20ste met 644 punten 1ste ronde: W van MGL Otgon: 150-150 (10-6) 2de ronde: W van JPN Kodama: 155-151 3de ronde: V van KOR Kim: 157-164 |
| Makhlukhanum Murzayeva                                             | individueel (v) | 50e       | plaatsingsronde: 13de met 650 punten 1ste ronde: V van JPN Kodama: 147-159                                                                               |
| Yelena Tutachikova-Dostay                                          | individueel (v) | 53e       | plaatsingsronde: 23ste met 641 punten 1ste ronde: V van GER Mensing: 146-150                                                                             |
| Rita Galinovskaya Makhlukhanum Murzayeva Yelena Tutachikova-Dostay | team (v)        | 10e       | plaatsingsronde: 5de met 1935 punten 1ste ronde: V van Polen: 229-233                                                                                    |

### Gewichtheffen
| Olympiër         | Discipline | Resultaat | Prestatie                                                        |
| ---------------- | ---------- | --------- | ---------------------------------------------------------------- |
| Umar Edelkhanov  | -64kg (m)  | 11e       | trekken: 13de met 132,5kg stoten: 10de met 162,5kg totaal: 295kg |
| Sergey Filimonov | -76kg (m)  | 7e        | trekken: 8ste met 160kg stoten: 8ste met 185kg totaal: 345kg     |
| Igor Alekseyev   | -91kg (m)  | 5e        | trekken: 2de met 182,5kg stoten: 9de met 205kg totaal: 387,5kg   |
| Sergey Filimonov | -91kg (m)  | Goud      | trekken: 1ste met 187,5kg stoten: 3de met 215kg totaal: 402,5kg  |
| Vyacheslav Rubin | -99kg (m)  | 5e        | trekken: 7de met 175,0kg stoten: 4de met 215kg totaal: 390kg     |
| Dmitry Smirnov   | -99kg (m)  | 6e        | trekken: 8ste met 175,0kg stoten: 5de met 215kg totaal: 390kg    |
| Sergey Flerko    | -108kg (m) | DNF       | trekken: 6de met 185,0kg stoten: geen geldige poging             |
| Sergey Syrtsov   | -108kg (m) | Zilver    | trekken: 2de met 195,0kg stoten: 2de met 225kg totaal: 420kg     |
| Andrei Chemerkin | +108kg (m) | 5e        | trekken: 3de met 197,5kg stoten: 1ste met 260kg totaal: 457,5kg  |

### Gymnastiek
| Olympiër | Discipline               | Resultaat     | Prestatie |
| Ritmisch | Ritmisch                 | Ritmisch      | Ritmisch |
| --- | ------------------------ | ------------- | --- |
| Yana Batyrshina | individueel (v)          | Zilver        | kwalificatie: 13de hoepel: 1ste met 9,816 punten bal: 18de met 9,266 punten knotsen: 17de met 9,350 punten lint: 17de met 9,316 punten totaal: 37,748 punten halve finale: 3de touw: 2de met 9,850 punten bal: 3de met 9,866 punten knotsen: 3de met 9,733 punten lint: 3de met 9,783 punten totaal: 39,232 punten finale: 2de touw: 3de met 9,850 punten bal: 2de met 9,916 punten knotsen: 2de met 9,933 punten lint: 7de met 9,683 punten totaal: 39,382 punten |
| Amina Zaripova | individueel (v)          | 4e            | kwalificatie: 3de hoepel: 4de met 9,716 punten bal: 4de met 9,699 punten knotsen: 7de met 9,583 punten lint: 2de met 9,750 punten totaal: 38,748 punten halve finale: 7de touw: 4de met 9,716 punten bal: 4de met 9,850 punten knotsen: 1ste met 9,782 punten lint: 18de met 9,316 punten totaal: 38,664 punten finale: 4de touw: 4de met 9,783 punten bal: 3de met 9,866 punten knotsen: 4de met 9,832 punten lint: 3de met 9,783 punten totaal: 39,264 punten    |
| Yevgeniya Bochkaryova Irina Dzyuba Yuliya Ivanova Yelena Krivoshey Olga Shtyrenko Angelina Yushkova                     | team (v)                 | Brons         | kwalificatie: 3de hoepel: 1ste met 19,516 punten bal/linten: 3de met 19,366 punten totaal: 38,882 punten finale: 3de hoepel: 2de met 19,466 punten bal/linten: 4de met 18,899 punten totaal: 38,365 punten |
| Turnen |                          |               | |
| Sergey Kharkov | brug (m)                 | 8e            | kwalificatie: 5de met 19,312 punten finale: 8ste met 9,650 punten |
| Nikolay Kryukov | brug (m)                 | kwalificatie* | kwalificatie: 8ste met 19,237 punten |
| Aleksey Nemov | brug (m)                 | 4e            | kwalificatie: 1ste met 19,837 punten finale: 4de met 9,750 punten |
| Yevgeny Podgorny | brug (m)                 | 103e          | kwalificatie: 103de met 9,225 punten |
| Dmitry Trush | brug (m)                 | 95e           | kwalificatie: 95ste met 9,637 punten |
| Dmitry Vasilenko | brug (m)                 | 27e           | kwalificatie: 27ste met 18,950 punten |
| Aleksey Voropayev | brug (m)                 | 24e           | kwalificatie: 24ste met 19,000 punten |
| Nikolay Kryukov | paard voltige (m)        | 13e           | kwalificatie: 13de met 19,237 punten |
| Aleksey Nemov | paard voltige (m)        | Brons         | kwalificatie: 7de met 19,412 punten finale: 3de met 9,787 punten |
| Yevgeny Podgorny | paard voltige (m)        | 57e           | kwalificatie: 57ste met 18,625 punten |
| Dmitry Trush | paard voltige (m)        | 39e           | kwalificatie: 39ste met 18,825 punten |
| Dmitry Vasilenko | paard voltige (m)        | 33e           | kwalificatie: 33ste met 18,887 punten |
| Aleksey Voropayev | paard voltige (m)        | 39e           | kwalificatie: 39ste met 18,825 punten |
| Sergey Kharkov | rekstok (m)              | 14e           | kwalificatie: 14de met 19,25 punten |
| Nikolay Kryukov | rekstok (m)              | 22e           | kwalificatie: 22ste met 19,125 punten |
| Aleksey Nemov | rekstok (m)              | Brons         | kwalificatie: 1ste met 19,537 punten finale: 3de met 9,800 punten |
| Yevgeny Podgorny | rekstok (m)              | 31e           | kwalificatie: 31ste met 18,975 punten |
| Dmitry Trush | rekstok (m)              | 31e           | kwalificatie: 31ste met 18,975 punten |
| Aleksey Voropayev | rekstok (m)              | 6e            | kwalificatie: 6de met 19,362 punten finale: 6de met 9,712 punten |
| Sergey Kharkov | ringen (m)               | 12e           | kwalificatie: 12de met 19,162 punten |
| Aleksey Nemov | ringen (m)               | 14e           | kwalificatie: 14de met 19,150 punten |
| Yevgeny Podgorny | ringen (m)               | 43e           | kwalificatie: 43ste met 18,837 punten |
| Dmitry Trush | ringen (m)               | 25e           | kwalificatie: 25ste met 19,000 punten |
| Dmitry Vasilenko | ringen (m)               | 29e           | kwalificatie: 29ste met 18,975 punten |
| Aleksey Voropayev | ringen (m)               | 9e            | kwalificatie: 9de met 19,250 punten |
| Sergey Kharkov | sprong (m)               | 10e           | kwalificatie: 10de met 19,262 punten |
| Nikolay Kryukov | sprong (m)               | 17e           | kwalificatie: 17de met 19,212 punten |
| Aleksey Nemov | sprong (m)               | Goud          | kwalificatie: 2de met 19,425 punten finale: 1ste met 9,787 punten |
| Yevgeny Podgorny | sprong (m)               | 17e           | kwalificatie: 17de met 19,212 punten |
| Dmitry Vasilenko | sprong (m)               | 10e           | kwalificatie: 10de met 19,262 punten |
| Aleksey Voropayev | sprong (m)               | 6e            | kwalificatie: 1ste met 19,450 punten finale: 6de met 9,618 punten |
| Sergey Kharkov | vloer (m)                | 94e           | kwalificatie: 94ste met 9,662 punten |
| Nikolay Kryukov | vloer (m)                | 96e           | kwalificatie: 96ste met 9,525 punten |
| Aleksey Nemov | vloer (m)                | Brons         | kwalificatie: 3de met 19,450 punten finale: 3de met 9,800 punten |
| Yevgeny Podgorny | vloer (m)                | 6e            | kwalificatie: 1ste met 19,549 punten finale: 6de met 9,550 punten |
| Dmitry Trush | vloer (m)                | 30e           | kwalificatie: 30ste met 19,012 punten |
| Dmitry Vasilenko | vloer (m)                | kwalificatie* | kwalificatie: 7de met 19,349 punten |
| Aleksey Voropayev | vloer (m)                | 12e           | kwalificatie: 12de met 19,249 punten |
| Aleksey Nemov | individuele meerkamp (m) | Zilver        | kwalificatie: 1ste brug: 1ste met 19,387 punten paard voltige: 7de met 19,412 punten rekstok: 1ste met 19,537 punten ringen: 14de met 19,150 punten sprong: 2de met 19,425 punten vloer: 3de met 19,450 punten totaal: 116,361 punten finale: 2de brug: 1ste met 9,762 punten paard voltige: 1ste met 9,800 punten rekstok: 1ste met 9,800 punten ringen: 14de met 9,612 punten sprong: 2de met 9,700 punten vloer: 2de met 9,700 punten totaal: 58,374 punten     |
| Yevgeny Podgorny | individuele meerkamp (m) | 66e           | kwalificatie: 66ste brug: 103de met 9,225 punten paard voltige: 57ste met 18,625 punten rekstok: 31ste met 18,975 punten ringen: 43ste met 18,837 punten sprong: 17de met 19,212 punten vloer: 1ste met 19,549 punten totaal: 104,423 punten |
| Aleksey Voropayev | individuele meerkamp (m) | 24e           | kwalificatie: 3de brug: 24ste met 19,000 punten paard voltige: 39ste met 18,825 punten rekstok: 6de met 19,362 punten ringen: 9de met 19,250 punten sprong: 1ste met 19,450 punten vloer: 12de met 19,249 punten totaal: 115,136 punten finale: 24ste brug: 8ste met 9,625 punten paard voltige: 35ste met 8,400 punten rekstok: 9de met 9,712 punten ringen: 4de met 9,737 punten sprong: 5de met 9,662 punten vloer: 3de met 9,687 punten totaal: 56,823 punten  |
| Sergei Kharkov Nikolai Kryukov Alexei Nemov Yevgeni Podgorny Dmitri Trush Dmitri Vasilenko Alexei Voropaev              | meerkamp team (m)        | Goud          | brug: 2de met 96,173 punten paard voltige: 3de met 95,286 punten rekstok: 1ste met 96,249 punten ringen: 2de met 95,537 punten sprong: 1ste met 96,749 punten vloer: 1ste met 96,784 punten totaal: 576,778 punten |
| |                          |               | |
| Roza Galiyeva | balk (v)                 | 7e            | kwalificatie: 5de met 19,462 punten finale: 7de met 9,112 punten |
| Yelena Grosheva | balk (v)                 | 21e           | kwalificatie: 21ste met 18,987 punten |
| Svetlana Khorkina | balk (v)                 | kwalificatie* | kwalificatie: 6de met 19,312 punten |
| Dina Kochetkova | balk (v)                 | 4e            | kwalificatie: 3de met 19,500 punten finale: 4de met 9,737 punten |
| Yevgeniya Kuznetsova | balk (v)                 | 14e           | kwalificatie: 14de met 19,112 punten |
| Oksana Lyapina | balk (v)                 | 34e           | kwalificatie: 34ste met 18,725 punten |
| Yelena Dolgopolova | brug (v)                 | 54e           | kwalificatie: 54ste met 18,874 punten |
| Roza Galiyeva | brug (v)                 | 12e           | kwalificatie: 12de met 19,512 punten |
| Yelena Grosheva | brug (v)                 | 47e           | kwalificatie: 47ste met 19,012 punten |
| Svetlana Khorkina | brug (v)                 | Goud          | kwalificatie: 2de met 19,662 punten finale: 1ste met 9,850 punten |
| Dina Kochetkova | brug (v)                 | 5e            | kwalificatie: 4de met 19,625 punten finale: 5de met 9,787 punten |
| Yevgeniya Kuznetsova | brug (v)                 | 18e           | kwalificatie: 18de met 19,400 punten |
| Yelena Dolgopolova | sprong (v)               | 14e           | kwalificatie: 14de met 19,387 punten |
| Roza Galiyeva | sprong (v)               | 4e            | kwalificatie: 6de met 19,512 punten finale: 4de met 9,743 punten |
| Yelena Grosheva | sprong (v)               | 7e            | kwalificatie: 7de met 19,500 punten finale: 7de met 9,637 punten |
| Svetlana Khorkina | sprong (v)               | 16e           | kwalificatie: 16de met 19,350 punten |
| Dina Kochetkova | sprong (v)               | 13e           | kwalificatie: 13de met 19,399 punten |
| Yevgeniya Kuznetsova | sprong (v)               | 93e           | kwalificatie: 93ste met 9,637 punten |
| Oksana Lyapina | sprong (v)               | 95e           | kwalificatie: 95ste met 9,575 punten |
| Yelena Dolgopolova | vloer (v)                | 14e           | kwalificatie: 14de met 19,425 punten |
| Roza Galiyeva | vloer (v)                | 29e           | kwalificatie: 29ste met 19,237 punten |
| Yelena Grosheva | vloer (v)                | 8e            | kwalificatie: 8ste met 19,525 punten |
| Svetlana Khorkina | vloer (v)                | 23e           | kwalificatie: 23ste met 19,324 punten |
| Dina Kochetkova | vloer (v)                | 5e            | kwalificatie: 11de met 19,462 punten finale: 5de met 9,800 punten |
| Oksana Lyapina | vloer (v)                | 21e           | kwalificatie: 21ste met 19,337 punten |
| Rozalia Galiyeva | individuele meerkamp (v) | 7e            | kwalificatie: 8ste balk: 5de met 19,462 punten brug: 12de met 19,512 punten sprong: 6de met 19,512 punten vloer: 29ste met 19,237 punten totaal: 77,723 punten finale: 7de balk: 2de met 9,825 punten brug: 5de met 9,762 punten sprong: 13de met 9,681 punten vloer: 15de met 9,637 punten totaal: 38,905 punten |
| Elena Grosheva | individuele meerkamp (v) | kwalificatie* | kwalificatie: 14de balk: 21ste met 18,987 punten brug: 47ste met 19,012 punten sprong: 7de met 19,500 punten vloer: 8ste met 19,525 punten totaal: 77,024 punten |
| Svetlana Khorkina | individuele meerkamp (v) | 15e           | kwalificatie: 9de balk: 6de met 19,312 punten brug: 2de met 19,662 punten sprong: 16de met 19,350 punten vloer: 23ste met 19,324 punten totaal: 77,648 punten finale: 15de balk: 7de met 9,787 punten brug: 30ste met 9,262 punten sprong: 8ste met 9,706 punten vloer: 8ste met 9,700 punten totaal: 38,455 punten |
| Dina Kochetkova | individuele meerkamp (v) | 6e            | kwalificatie: 3de balk: 3de met 19,500 punten brug: 4de met 19,625 punten sprong: 13de met 19,399 punten vloer: 11de met 19,462 punten totaal: 77,986 punten finale: 6de balk: 2de met 9,825 punten brug: 4de met 9,787 punten sprong: 20ste met 9,581 punten vloer: 4de met 9,787 punten totaal: 38,980, punten |
| Elena Dolgopolova Rozalia Galiyeva Elena Grosheva Svetlana Khorkina Dina Kochetkova Yevgeniya Kuznetsova Oksana Liapina | meerkamp team (v)        | Zilver        | balk: 1ste met 96,473 punten brug: 2de met 97,598 punten sprong: 3de met 97,148 punten vloer: 3de met 97,185 punten totaal: 388,404 punten |

### Handbal
| Olympiër | Discipline | Resultaat | Prestatie |
| --- | ---------- | --------- | --- |
| Dmitry Filippov Aleksey Frantsuzov Valery Gopin Vyacheslav Gorpishin Oleg Grebnev Oleg Kiselyov Vasily Kudinov Oleg Kuleshov Andrey Lavrov Igor Lavrov Sergey Pogorelov Pavel Sukosyan Dmitry Torgovanov Lev Voronin | mannen     | 5e        | groep A: 3de W van Koeweit: 32-20 W van Verenigde Staten: 31-16 V van Zweden: 20-22 V van Kroatië: 24-25 W van Zwitserland: 30-23 5-6de plek: W van Egypte: 29-26 |

| Groep A |                  |             |             |             |             |            |            |            |        |
| #       | Land             | Wedstrijden | Wedstrijden | Wedstrijden | Wedstrijden | Doelpunten | Doelpunten | Doelpunten | Punten |
| #       | Land             | G           | W           | G           | V           | V          | T          | Saldo      | Punten |
| 1       | Zweden           | 5           | 5           | 0           | 0           | 131        | 94         | +37        | 10     |
| 2       | Kroatië          | 5           | 4           | 0           | 1           | 132        | 122        | +10        | 8      |
| 3       | Rusland          | 5           | 3           | 0           | 2           | 137        | 106        | +31        | 6      |
| 4       | Zwitserland      | 5           | 2           | 0           | 3           | 126        | 115        | +11        | 4      |
| 3       | Verenigde Staten | 5           | 0           | 1           | 4           | 111        | 142        | -31        | 2      |
| 4       | Koeweit          | 5           | 0           | 0           | 5           | 100        | 158        | -58        | 0      |

| Ronde      | Datum   | Plaats  | Land  | Score            | Land |
| ---------- | ------- | ------- | ----- | ---------------- | ---- |
| Groepsfase |         |         |       |                  |      |
| 24 juli    | Atlanta | Rusland | 32-20 | Koeweit          |      |
| 26 juli    | Atlanta | Rusland | 31-16 | Verenigde Staten |      |
| 28 juli    | Atlanta | Zweden  | 22-20 | Rusland          |      |
| 30 juli    | Atlanta | Rusland | 24-25 | Kroatië          |      |
| 1 augustus | Atlanta | Rusland | 30-23 | Zwitserland      |      |
| 5-6de plek |         |         |       |                  |      |
| 2 augustus | Atlanta | Egypte  | 26-29 | Rusland          |      |

### Judo
| Olympiër               | Discipline | Resultaat | Prestatie |
| ---------------------- | ---------- | --------- | --- |
| Nikolay Ozhegin        | -60kg (m)  | 5e        | 1ste ronde: vrij 2de ronde: W van TUN Ayed: yuko 3de ronde: V van JPN Nomura: waza-ari herkansingen: W van HON Carcamo: ippon herkansingen 2: W van ALG Meridja: koka herkansingen 3: W van GBR Donohue: ippon bronzen finale: V van GER Trautmann: ippon |
| Islam Matsiyev         | -65kg (m)  | 13e       | 1ste ronde: vrij 2de ronde: W van JPN Nakamura: sogo-gachi herkansingen: V van MGL Nyamlkhagva: ippon |
| Sergey Kolesnikov      | -71kg (m)  | 33e       | 1ste ronde: V van GBR Kingston: ippon |
| Konstantin Savchishkin | -78kg (m)  | 9e        | 1ste ronde: vrij 2de ronde: V van FRA Bouras: shido herkansingen: W van CHN Yuan: ippon herkansingen 2: V van ARG García: waza-ari |
| Oleg Maltsev           | -86kg (m)  | 7e        | 1ste ronde: vrij 2de ronde: W van CHN Ao: ippon 3de ronde: V van UZB Bagdasarov: ippon herkansingen: W van HAI Celestin: ippon herkansingen 2: W van LTU Merkevičius: ippon herkansingen 3: V van JPN Yoshida: ippon                                      |
| Dmitry Sergeyev        | -95kg (m)  | 9e        | 1ste ronde: vrij 2de ronde: W van UZB Solovyov: ippon 3de ronde: V van KOR Kim: waza-ari herkansingen: W van ISL Þorleifsson: ippon herkansingen 2: V van NED Sonnemans: passiviteit                                                                      |
| Sergej Kosorotov       | +95kg (m)  | 7e        | 1ste ronde: vrij 2de ronde: W van DOM Augusto Geraldino: ippon 3de ronde: W van BRA Flexa: ippon herkansingen: V van CHN Liu: ippon herkansingen: vrij herkansingen 2: W van ROU Lungu: ippon herkansingen 3: V van GER Möller: ippon                     |
|                        |            |           | |
| Marina Kovrigina       | -52kg (v)  | 14e       | 1ste ronde: W van SUI Schmutz: yuko 2de ronde: V van ESP Muñoz: passiviteit |
| Zulfiya Garipova       | -56kg (v)  | 7e        | 1ste ronde: V van CHN Liu: ippon herkansingen: W van USA West: ippon herkansingen 2: W van TPE Huang: ippon herkansingen 3: V van GBR Fairbrother: yusei-gachi                                                                                            |
| Tatyana Bogomyagkova   | -61kg (v)  | 9e        | 1ste ronde: V van JPN Emoto: waza-ari herkansingen: W van FRA Fleury-Vachon: yuko herkansingen 2: V van ISR Arad: koka |
| Yelena Kotelnikova     | -66kg (v)  | 14e       | 1ste ronde: vrij 2de ronde: V van AUT Spacek: yusei-gachi |
| Svetlana Galante       | -72kg (v)  | 7e        | 1ste ronde: vrij 2de ronde: V van BEL Werbrouck: shido herkansingen: vrij herkansingen 2: W van ESP Curto: ippon herkansingen 3: V van ITA Scapin: yusei-gachi                                                                                            |
| Svetlana Gundarenko    | +72kg (v)  | 5e        | 1ste ronde: vrij 2de ronde: W van BRA da Silva: yuko kwartfinale: W van HUN Gránitz: yusei-gachi halve finale: V van CHN Sun: yuko bronzen finale: V van FRA Cicot: ippon                                                                                 |

### Kanovaren
| Olympiër                                                           | Discipline    | Resultaat | Prestatie |
| Slalom                                                             | Slalom        | Slalom    | Slalom |
| ------------------------------------------------------------------ | ------------- | --------- | --- |
| Danila Kuznetsov                                                   | C-1 (m)       | 27e       | 1ste ronde: 27ste met 273,36 2de ronde: 24ste met 224,06                                                         |
| Anton Lazko                                                        | K-1 (m)       | 35e       | 1ste ronde: 26ste in 266,11 2de ronde: 44ste in 290,56                                                           |
| Sprint                                                             |               |           | |
| Andrey Kabanov Pavel Konovalov                                     | C-2 500m (m)  | 6e        | serie 1: 3de in 1.46,307 halve finale 1: 4de in 1.43,141 finale: 6de in 1.42,496                                 |
| Sergey Verlin                                                      | K-1 500m (m)  | 11e       | serie 2: 6de in 1.45,328 herkansingen: 4de in 1.43,359 halve finale 2: 5de in 1.41,791                           |
| Oleg Gorobiy Anatoli Tishchenko                                    | K-2 500m (m)  | 4e        | serie 2: 3de in 1.31,859 halve finale 2: 2de in 1.30,031 finale: 4de in 1.29,677                                 |
| Aleksandr Ivanik Andrey Tisin                                      | K-2 1000m (m) | 14e       | serie 3: 6de in 3.46,558 herkansingen: 3de in 3.35,200 halve finale 2: 7de in 3.22,306                           |
| Oleg Gorobiy Anatoli Tishchenko Georgiy Tsybulnikov Sergey Verlin  | K-4 1000m (m) | Brons     | serie 1: 2de in 3.11,128 finale: 3de in 2.53,996                                                                 |
|                                                                    |               |           | |
| Nataliya Guly Larisa Kosorukova                                    | K-2 500m (v)  | 8e        | serie 2: 4de in 1.47,186 herkansingen: 1ste in 1.52,520 halve finale 2: 4de in 1.45,505 finale: 8ste in 1.43,237 |
| Nataliya Guly Larisa Kosorukova Olga Tishchenko Tatyana Tishchenko | K-4 500m (v)  | 7e        | serie 2: 5de in 1.41,695 halve finale 1: 2de in 1.39,764 finale: 7de in 1.34,345                                 |

### Moderne vijfkamp
| Olympiër          | Discipline | Resultaat | Prestatie |
| ----------------- | ---------- | --------- | --- |
| Grigory Bremel    | mannen     | 28e       | schietsport: 30ste met 167 punten zwemmen: 30ste in 3.36,96 zwemmen: 11de met 17 overwinningen paardensport: 17de met 950 punten atletiek: 31ste in 14.39,330 totaal: 4808 punten |
| Dmitry Svatkovsky | mannen     | 4e        | schietsport: 20ste met 173 punten zwemmen: 18de in 3.23,33 zwemmen: 7de met 18 overwinningen paardensport: 12de met 1010 punten atletiek: 2de in 12.22,930 totaal: 5489 punten    |
| Eduard Zenovka    | mannen     | Zilver    | schietsport: 9de met 179 punten zwemmen: 14de in 3.20,50 zwemmen: 14de met 16 overwinningen paardensport: 11de met 1016 punten atletiek: 1ste in 12.21,487 totaal: 5530 punten    |

### Roeien
| Olympiër | Discipline             | Resultaat | Prestatie |
| --- | ---------------------- | --------- | --- |
| Anton Sema | skiff (m)              | 16e       | serie 1: 5de in 7.49,94 herkansingen: 4de in 8.46,71 halve finale C/D: 3de in 7.28,44 finale C: 4de in 7.44,93 |
| Igor Kravtsov Georgy Nikitin Vladimir Sokolov Nikolay Spinyov | dubbel-vier (m)        | 8e        | serie 2: 3de in 6.10,62 halve finale 1: 4de in 5.59,91 finale B: 2de in 5.54,98                                |
| Andrei Chevel Dmitry Kartashov Vladimir Mityushev Aleksandr Ustinov | lichte vier-zonder (m) | 13e       | serie 2: 3de in 6.26,39 herkansingen: 4de in 6.00,03 finale C: 1ste in 6.23,59                                 |
| Nikolay Aksyonov Anton Chermashentsev Andrey Glukhov Aleksandr Lukyanov Sergey Matveyev Pavel Melnikov Roman Monchenko Dmitry Rozinkevich Vladimir Sokolov Vladimir Volodenkov | acht (m)               | Brons     | serie 2: 3de in 5.48,63 herkansingen: 2de in 5.32,98 finale: 3de in 5.45,77                                    |
| |                        |           | |
| Albina Ligacheva Vera Pochitayeva | twee-zonder (v)        | 8e        | serie 2: 2de in 7.42,76 halve finale 1: 3de in 7.36,37 finale: gediskwalificeerd                               |
| Margarita Bogdanova Oksana Dorodnova Irina Fedotova Larisa Merk | dubbel-vier (v)        | 7e        | serie 2: 2de in 6.37,59 herkansingen: niet gestart finale: 1ste in 6.24,10                                     |

### Schermen
| Olympiër                                               | Discipline      | Resultaat | Prestatie |
| ------------------------------------------------------ | --------------- | --------- | --- |
| Aleksandr Beketov                                      | degen (m)       | Goud      | 1ste ronde: vrij 2de ronde: W van SUI Bürgin: 15-12 3de ronde: W van FRA Srecki: 15-10 kwartfinale: W van FRA Henry: 15-13 halve finale: W van HUN Kovács: 15-8 finale: W van CUB Trevejo: 15-14       |
| Pavel Kolobkov                                         | degen (m)       | 14e       | 1ste ronde: vrij 2de ronde: W van KOR Yang: 15-14 3de ronde: V van HUN Kovács: 11-15 |
| Valery Zakharevich                                     | degen (m)       | 30e       | 1ste ronde: W van ESP de la Peña: 15-8 2de ronde: V van ITA Cuomo: 14-15 |
| Aleksandr Beketov Pavel Kolobkov Valery Zakharevich    | degen team (m)  | Zilver    | 1ste ronde: W van Roemenië: 45-35 kwartfinale: W van Hongarije: 45-39 halve finale: W van Frankrijk: 45-42 finale: V van Italië: 43-45                                                                 |
| Ilgar Mamedov                                          | floret (m)      | 35e       | 1ste ronde: V van KOR Jeong: 8-15 |
| Vladislav Pavlovich                                    | floret (m)      | 14e       | 1ste ronde: W van VEN Pérez: 15-2 2de ronde: W van ESP Guerra: 15-11 3de ronde: V van FRA Plumenail: 12-15                                                                                             |
| Dmitry Shevchenko                                      | floret (m)      | 17e       | 1ste ronde: vrij 2de ronde: V van KOR Kim: 13-15 |
| Ilgar Mamedov Vladislav Pavlovich Dmitry Shevchenko    | floret team (m) | Goud      | 1ste ronde: vrij kwartfinale: W van Hongarije: 45-43 halve finale: W van Cuba: 45-44 finale: W van Polen: 45-40                                                                                        |
| Grigory Kiriyenko                                      | sabel (m)       | 9e        | 1ste ronde: vrij 2de ronde: W van CAN Banos: 15-8 3de ronde: V van POL Sznajder: 13-15 |
| Stanislav Pozdnyakov                                   | sabel (m)       | Goud      | 1ste ronde: vrij 2de ronde: W van KOR Yu: 15-6 3de ronde: W van ESP Medina: 15-11 kwartfinale: W van UKR Huttsait: 15-14 halve finale: W van HUN Navarrete: 15-7 finale: W van RUS Sharikov: 15-12     |
| Sergey Sharikov                                        | sabel (m)       | Zilver    | 1ste ronde: vrij 2de ronde: W van GBR Williams: 15-11 3de ronde: W van ROU Szabo: 15-8 kwartfinale: W van GER Wiesinger: 15-6 halve finale: W van FRA Touya: 15-14 finale: V van CUB Pozdnyakov: 12-15 |
| Grigory Kiriyenko Stanislav Pozdnyakov Sergey Sharikov | sabel team (m)  | Goud      | 1ste ronde: vrij kwartfinale: W van Spanje: 45-34 halve finale: W van Italië: 45-28 finale: W van Hongarije: 45-25                                                                                     |
|                                                        |                 |           | |
| Karina Aznavourian                                     | degen (v)       | 20e       | 1ste ronde: W van JPN Tanaka: 15-5 2de ronde: V van ITA Zalaffi: 12-15 |
| Yuliya Garayeva                                        | degen (v)       | 29e       | 1ste ronde: W van SCG Savić-Šotra: 15-7 2de ronde: 'V van HUN Szalay-Horváth: 14-15 |
| Maria Mazina                                           | degen (v)       | 19e       | 1ste ronde: W van PUR Escanellas: 15-11 2de ronde: V van ITA Uga: 9-15 |
| Karina Aznavourian Yuliya Garayeva Maria Mazina        | degen team (v)  | Brons     | 1ste ronde: W van Japan: 45-33 kwartfinale: W van Duitsland: 45-37 halve finale: V van Frankrijk: 39-45 bronzen finale: W van Hongarije: 45-44                                                         |
| Svetlana Boyko                                         | floret (v)      | 18e       | 1ste ronde: vrij 2de ronde: V van ROU Scarlat: 10-15 |
| Olga Sharkova                                          | floret (v)      | 20e       | 1ste ronde: vrij 2de ronde: 'V van FRA Modaine-Cessac: 14-15 |
| Olga Velichko                                          | floret (v)      | 16e       | 1ste ronde: vrij 2de ronde: W van HUN Lantos: 15-14 3de ronde: V van ITA Vezzali: 13-15 |
| Svetlana Boyko Olga Sharkova Olga Velichko             | floret team (v) | 6e        | 1ste ronde: W van Argentinië: 45-20 kwartfinale: V van Roemenië: 41-45 5-8ste plek: W van Polen: 45-44 5-9de plek: V van Frankrijk: 44-45                                                              |

### Schietsport
| Olympiër              | Discipline                 | Resultaat | Prestatie                                                                                  |
| --------------------- | -------------------------- | --------- | ------------------------------------------------------------------------------------------ |
| Yevgeny Aleynikov     | 10m luchtgeweer (m)        | 4e        | kwalificatie: 4de met 591 punten (98-98-99-98-98-100) finale: 4de met 692,9 punten         |
| Artyom Khadzhibekov   | 10m luchtgeweer (m)        | Goud      | kwalificatie: 2de met 594 punten (99-100-98-100-100-97) finale: 1ste met 695,7 punten (OR) |
| Vyacheslav Bochkaryov | 50m geweer 3 houdingen (m) | 18e       | kwalificatie: 18de met 1163 punten (398-385-380)                                           |
| Artyom Khadzhibekov   | 50m geweer 3 houdingen (m) | 13e       | kwalificatie: 13de met 1164 punten (393-387-384)                                           |
| Artyom Khadzhibekov   | 50m geweer liggend (m)     | 20e       | kwalificatie: 20ste met 594 punten (99-99-100-100-99-97)                                   |
| Sergey Kovalenko      | 50m geweer liggend (m)     | 10e       | kwalificatie: 10de met 596 punten (99-100-100-99-100-98)                                   |
| Aleksandr Danilov     | 50m pistool (m)            | 16e       | kwalificatie: 16de met 558 punten (94-96-90-91-91-96)                                      |
| Boris Kokorev         | 50m pistool (m)            | Goud      | kwalificatie: 1ste met 570 punten (97-94-97-96-94-92) (OR) finale: 1ste met 664,4 punten   |
| Vladimir Isakov       | 10m luchtpistool (m)       | 12e       | kwalificatie: 12de met 579 punten (99-98-95-93-96-98)                                      |
| Sergey Pyzhyanov      | 10m luchtpistool (m)       | 4e        | kwalificatie: 5de met 583 punten (97-96-98-99-96-97) finale: 4de met 683,5 punten          |
| Nikolay Tyoply        | skeet (m)                  | 5e        | kwalificatie: 4de met 122 punten (25-24-24-24-25) finale: 5de met 146 punten               |
| Dmitry Lykin          | 10m bewegend doel (m)      | 5e        | kwalificatie: 2de met 581 punten (298-283) finale: 5de met 676,7 punten                    |
| Yury Yermolenko       | 10m bewegend doel (m)      | 9e        | kwalificatie: 9de met 569 punten (287-282)                                                 |
|                       |                            |           |                                                                                            |
| Marina Grigoryeva     | 10m luchtgeweer (v)        | 13e       | kwalificatie: 13de met 392 punten (99-100-96-97)                                           |
| Anna Malukhina        | 10m luchtgeweer (v)        | 20e       | kwalificatie: 20ste met 390 punten (95-97-100-98)                                          |
| Irina Gerasimyonok    | 50m geweer 3 houdingen (v) | Zilver    | kwalificatie: 3de met 585 punten (196-195-194) finale: 2de met 680,1 punten                |
| Anna Malukhina        | 50m geweer 3 houdingen (v) | 26e       | kwalificatie: 26ste met 573 punten (193-194-186)                                           |
| Marina Logvinenko     | 25m pistool (v)            | Brons     | kwalificatie: 4de met 583 punten (293-290) finale: 3de met 684,2 punten                    |
| Svetlana Smirnova     | 25m pistool (v)            | 15e       | kwalificatie: 15de met 576 punten (285-291)                                                |
| Olga Klochneva        | 10m luchtpistool (v)       | Goud      | kwalificatie: 2de met 389 punten (97-97-99-96) finale: 1ste met 490,1 punten (OR)          |
| Marina Logvinenko     | 10m luchtpistool (v)       | Zilver    | kwalificatie: 1ste met 390 punten (99-99-95-97) (OR) finale: 2de met 488,5 punten          |
| Svetlana Dyomina      | dubbeltrap (v)             | 17e       | kwalificatie: 12de met 95 punten (32-30-33)                                                |
| Yelena Rabaya         | dubbeltrap (v)             | 19e       | kwalificatie: 19de met 93 punten (35-31-27)                                                |

### Schoonspringen
| Olympiër             | Discipline    | Resultaat | Prestatie                                                                                             |
| -------------------- | ------------- | --------- | --- |
| Dmitri Saoetin       | 3m plank (m)  | 5e        | voorronde: 6de met 391,74 punten halve finale: 5de met 621,48 punten finale: 5de met 644,67 punten    |
| Valeri Statsenko     | 3m plank (m)  | 9e        | voorronde: 15de met 357,18 punten halve finale: 11de met 574,71 punten finale: 9de met 597,69 punten  |
| Dmitri Saoetin       | 10m toren (m) | Goud      | voorronde: 1ste met 452,82 punten halve finale: 1ste met 647,46 punten finale: 1ste met 692,34 punten |
| Vladimir Timoshinin  | 10m toren (m) | 5e        | voorronde: 4de met 425,43 punten halve finale: 4de met 594,90 punten finale: 5de met 628,59 punten    |
|                      |               |           | |
| Vera Iljina          | 3m plank (v)  | 7e        | voorronde: 1ste met 308,88 punten halve finale: 1ste met 539,07 punten finale: 7de met 493,56 punten  |
| Irina Lasjko         | 3m plank (v)  | Zilver    | voorronde: 8ste met 271,92 punten halve finale: 3de met 506,43 punten finale: 2de met 512,19 punten   |
| Olga Khristoforova   | 10m toren (v) | 8e        | voorronde: 8ste met 265,85 punten halve finale: 8ste met 435,72 punten finale: 8ste met 426,12 punten |
| Svetlana Timoshinina | 10m toren (v) | 20e       | voorronde: 20ste met 242,76 punten                                                                    |

### Synchroonzwemmen
| Olympiër | Discipline | Resultaat | Prestatie                                                                          |
| --- | ---------- | --------- | ---------------------------------------------------------------------------------- |
| Yelena Antonova Yelena Azarova Olga Brusnikina Mariya Kiselyova Marina Lobova Galina Maksimova Olga Novokshchenova Yuliya Pankratova Olga Sedakova Anna Yuryayeva | team       | 4e        | technisch: 4de met 33,950 punten vrij: 4de met 63,310 punten totaal: 97,260 punten |

### Tafeltennis
| Olympiër                      | Discipline     | Resultaat | Prestatie |
| ----------------------------- | -------------- | --------- | --- |
| Andrei Mazunov                | enkelspel (m)  | 17e       | groep H: 2de V van BLR Samsonov: 1-2 W van GBR Prean: 2-1 W van JAM Hylton: 2-0                                                                                       |
| Dmitry Mazunov                | enkelspel (m)  | 9e        | groep L: 1ste W van BIH Hodžić: 2-0 W van SWE Karlsson: 2-0 W van USA Butler: 2-0 2de ronde: V van BLR Samsonov: 0-3 (14-21, 15-21, 13-21)                            |
| Andrei Mazunov Dmitry Mazunov | dubbelspel (m) | 9e        | groep G: 2de V van KOR Lee/Yoo: 0-2 W van BLR Samsonov/Shchetintin: 2-0 W van USA Butler/Sweeris: 2-0                                                                 |
|                               |                |           | |
| Irina Palina                  | enkelspel (v)  | 17e       | groep H: 2de W van DOM Alejo: 2-0 V van JPN Koyama: 1-2 W van CZE Dobešová: 2-0                                                                                       |
| Yelena Timina                 | enkelspel (v)  | 33e       | groep I: 3de V van PRK Kim: 0-2 W van NGR Oshonaike: 2-0 V van GER Schöpp: 0-2                                                                                        |
| Irina Palina Yelena Timina    | dubbelspel (v) | 5e        | groep F: 1ste W van NGR Kaffo/Oshonaike: 2-0 W van USA Wang/Yip: 2-0 W van NED Noor/Vriesekoop: 2-0 kwartfinale: V van KOR Park/Ryu: 1-3 (21-23, 18-21, 22-20, 15-21) |

### Tennis
| Olympiër                        | Discipline     | Resultaat | Prestatie                                                                                     |
| ------------------------------- | -------------- | --------- | --------------------------------------------------------------------------------------------- |
| Andrej Olchovski                | enkelspel (m)  | 5e        | 1ste ronde: W van ECU Lapentti: 6-1, 3-6, 8-6 2de ronde: V van BRA Meligeni: 7-6(5), 5-7, 3-6 |
|                                 |                |           |                                                                                               |
| Anna Kournikova                 | enkelspel (v)  | 33e       | 1ste ronde: V van BEL Courtois: 6-1, 2-6, 2-6                                                 |
| Jelena Lichovtseva              | enkelspel (v)  | 33e       | 1ste ronde: V van USA Fernández: 2-6, 4-6                                                     |
| Jelena Makarova                 | enkelspel (v)  | 33e       | 1ste ronde: V van ARG Labat: 2-6, 5-7                                                         |
| Anna Kournikova Jelena Makarova | dubbelspel (v) | 17e       | 1ste ronde: V van CZE Novotná/Suková: 2-6, 2-6                                                |

### Volleybal

#### Mannen
| Olympiër | Discipline | Resultaat | Prestatie |
| --- | ---------- | --------- | --- |
| Stanislav Dineykin Dmitry Fomin Valery Goryushev Aleksey Kazakov Vadim Khamuttskikh Ruslan Olikhver Sergey Orlenko Oleg Shatunov Pavel Shishkin Igor Shulepov Sergey Tetyukhin Konstantin Ushakov | zaal (m)   | 4e        | groep B: 4de V van Joegoslavië: 1-3 (15-10, 13-15, 10-15, 11-15) V van Nederland: 0-3 (9-15, 9-15, 9-15) W van Zuid-Korea: 3-0 (15-8, 15-4, 16-14) V van Italië: 0-3 (11-15, 6-15, 12-15) W van Tunesië: 3-0 (15-9, 15-10, 15-11) kwartfinale: W van Cuba: 3-0 (15-13, 17-15, 15-11) halve finale: V van Nederland: 0-3 (6-15, 6-15, 10-15) bronzen finale: V van Joegoslavië: 1-3 (8-15, 15-7, 8-15, 9-15) |

| Groep B |             |             |             |             |             |             |             |        |        |        |        |
| #       | Land        | Wedstrijden | Wedstrijden | Wedstrijden | Wedstrijden | Wedstrijden | Wedstrijden | Punten | Punten | Punten | Punten |
| #       | Land        | G           | W           | V           | SW          | SV          | SR          | SPW    | SPL    | Saldo  | Punten |
| 1       | Italië      | 5           | 5           | 0           | 15          | 0           | +15         | 225    | 138    | +93    | 10     |
| 2       | Nederland   | 5           | 4           | 1           | 12          | 3           | +9          | 209    | 131    | +70    | 9      |
| 3       | Joegoslavië | 5           | 3           | 2           | 9           | 8           | +1          | 215    | 191    | +24    | 8      |
| 4       | Rusland     | 5           | 2           | 3           | 7           | 9           | -2          | 196    | 201    | -5     | 7      |
| 5       | Zuid-Korea  | 5           | 1           | 4           | 3           | 12          | -9          | 156    | 198    | -42    | 6      |
| 6       | Tunesië     | 5           | 0           | 5           | 1           | 15          | -14         | 98     | 240    | -142   | 5      |

| Ronde          | Datum   | Plaats      | Land | Score       | Land |
| -------------- | ------- | ----------- | ---- | ----------- | ---- |
| Groepsfase     |         |             |      |             |      |
| 21 juli        | Atlanta | Joegoslavië | 3-1  | Rusland     |      |
| 23 juli        | Atlanta | Nederland   | 3-0  | Rusland     |      |
| 25 juli        | Atlanta | Rusland     | 3-0  | Zuid-Korea  |      |
| 27 juli        | Atlanta | Italië      | 3-0  | Rusland     |      |
| 29 juli        | Atlanta | Rusland     | 3-0  | Tunesië     |      |
| Kwartfinale    |         |             |      |             |      |
| 31 juli        | Atlanta | Cuba        | 0-3  | Rusland     |      |
| Halve finale   |         |             |      |             |      |
| 2 augustus     | Atlanta | Rusland     | 0-3  | Nederland   |      |
| Bronzen finale |         |             |      |             |      |
| 4 augustus     | Atlanta | Rusland     | 1-3  | Joegoslavië |      |

#### Vrouwen
| Olympiër | Discipline | Resultaat | Prestatie |
| --- | ---------- | --------- | --- |
| Yevgeniya Artamonova-Estes Yelena Batukhtina-Tyurina Lena Godina Tatyana Gracheva Tatyana Menshova Nataliya Morozova Marina Nikulina Valentina Ogiyenko Irina Smirnova-Ilchenko Lyubov Sokolova-Shashkova Yuliya Timonova Yelizaveta Tishchenko | zaal (v)   | 4e        | groep B: 2de V van Duitsland: 3-0 (15-5, 15-10, 15-7) W van Canada: 3-0 (15-1, 15-7, 15-9) V van Brazilië: 0-3 (11-15, 10-15, 4-15) W van Peru: 3-0 (15-11, 15-8, 15-1) W van Cuba: 3-1 (10-15, 15-6, 15-7, 15-8) kwartfinale: W van Nederland: 3-1 (10-15, 15-7, 15-9, 15-10) halve finale: V van China: 1-3 (15-12, 5-15, 8-15, 12-15) bronzen finale: V van Brazilië: 2-3 (13-15, 15-4, 14-16, 15-8, 13-15) |

| Groep B |           |             |             |             |             |             |             |        |        |        |        |
| #       | Land      | Wedstrijden | Wedstrijden | Wedstrijden | Wedstrijden | Wedstrijden | Wedstrijden | Punten | Punten | Punten | Punten |
| #       | Land      | G           | W           | V           | SW          | SV          | SR          | SPW    | SPL    | Saldo  | Punten |
| 1       | Brazilië  | 5           | 5           | 0           | 15          | 1           | +14         | 238    | 121    | +117   | 10     |
| 2       | Rusland   | 5           | 4           | 1           | 12          | 4           | +8          | 217    | 140    | +77    | 9      |
| 3       | Cuba      | 5           | 3           | 2           | 10          | 6           | +4          | 196    | 156    | +40    | 8      |
| 4       | Duitsland | 5           | 2           | 3           | 7           | 9           | -2          | 163    | 191    | -28    | 7      |
| 5       | Canada    | 5           | 1           | 4           | 3           | 14          | -11         | 156    | 239    | -83    | 6      |
| 6       | Peru      | 5           | 0           | 5           | 2           | 15          | -13         | 129    | 252    | -123   | 5      |

| Ronde          | Datum   | Plaats    | Land | Score     | Land |
| -------------- | ------- | --------- | ---- | --------- | ---- |
| Groepsfase     |         |           |      |           |      |
| 20 juli        | Atlanta | Rusland   | 3-0  | Duitsland |      |
| 22 juli        | Atlanta | Rusland   | 3-0  | Canada    |      |
| 24 juli        | Atlanta | Brazilië  | 3-0  | Rusland   |      |
| 26 juli        | Atlanta | Rusland   | 3-0  | Peru      |      |
| 28 juli        | Atlanta | Cuba      | 1-3  | Rusland   |      |
| Kwartfinale    |         |           |      |           |      |
| 30 juli        | Atlanta | Nederland | 1-3  | Rusland   |      |
| Halve finale   |         |           |      |           |      |
| 1 augustus     | Atlanta | Cuba      | 3-1  | Rusland   |      |
| Bronzen finale |         |           |      |           |      |
| 3 augustus     | Atlanta | Rusland   | 2-3  | Brazilië  |      |

### Waterpolo
| Olympiër | Discipline | Resultaat | Prestatie |
| --- | ---------- | --------- | --- |
| Dmitry Apanasenko Dmitry Dugin Sergey Garbuzov Dmitry Gorshkov Sergey Ivlev Vladimir Karabutov Ilya Konstantinov Nikolay Kozlov Nikolay Maksimov Aleksey Panfili Yury Smolovoy Aleksandr Yeryshov Sergey Yevstigneyev | mannen     | 5e        | groep A: 4de V van Hongarije: 7-8 G van Joegoslavië: 9-9 W van Duitsland: 10-8 W van Nederland: 10-5 V van Spanje: 6-8 kwartfinale: V van Italië: 9-11 5-8ste plek: W van Joegoslavië: 16-15 5-6de plek: W van Griekenland: 10-8 |

| Groep A |             |             |             |             |             |        |        |        |        |
| #       | Land        | Wedstrijden | Wedstrijden | Wedstrijden | Wedstrijden | Punten | Punten | Punten | Punten |
| #       | Land        | G           | W           | G           | V           | V      | T      | Saldo  | Punten |
| 1       | Hongarije   | 5           | 5           | 0           | 0           | 47     | 38     | +9     | 10     |
| 2       | Joegoslavië | 5           | 3           | 1           | 1           | 46     | 44     | +2     | 7      |
| 3       | Spanje      | 5           | 3           | 0           | 2           | 39     | 33     | +6     | 6      |
| 4       | Rusland     | 5           | 2           | 1           | 2           | 42     | 38     | +4     | 5      |
| 5       | Duitsland   | 5           | 1           | 0           | 4           | 36     | 45     | -9     | 2      |
| 6       | Nederland   | 5           | 0           | 0           | 5           | 36     | 48     | -12    | 0      |

| Ronde       | Datum   | Plaats      | Land  | Score       | Land |
| ----------- | ------- | ----------- | ----- | ----------- | ---- |
| Groepsfase  |         |             |       |             |      |
| 20 juli     | Atlanta | Hongarije   | 8-7   | Rusland     |      |
| 21 juli     | Atlanta | Rusland     | 9-9   | Joegoslavië |      |
| 22 juli     | Atlanta | Rusland     | 10-8  | Duitsland   |      |
| 23 juli     | Atlanta | Rusland     | 10-5  | Nederland   |      |
| 24 juli     | Atlanta | Spanje      | 8-6   | Rusland     |      |
| Kwartfinale |         |             |       |             |      |
| 26 juli     | Atlanta | Rusland     | 9-11  | Italië      |      |
| 5-8ste plek |         |             |       |             |      |
| 27 juli     | Atlanta | Joegoslavië | 15-16 | Rusland     |      |
| 5-6de plek  |         |             |       |             |      |
| 28 juli     | Atlanta | Griekenland | 8-10  | Rusland     |      |

### Wielersport
| Olympiër                                                     | Discipline                    | Resultaat | Prestatie |
| Baan                                                         | Baan                          | Baan      | Baan |
| ------------------------------------------------------------ | ----------------------------- | --------- | --- |
| Aleksandr Kirichenko                                         | tijdrit (m)                   | 18e       | 1.07,013 |
| Alexei Markov                                                | individuele achtervolging (m) | 4e        | kwalificatie: 3de in 4.27,074 kwartfinale: W van GER Szonn: 4.24,828 halve finale: V van FRA Ermenault: 4.26,828                              |
| Pavel Khamidulin                                             | puntenkoers (m)               | 14e       | 4 punten |
| Eduard Gritsun Nikolay Kuznetsov Alexei Markov Anton Shantyr | ploegenachtervolging (m)      | Zilver    | kwalificatie: 5de in 4.11,665 kwartfinale: W van Oekraïne: 4.08,875 halve finale: W van Australië: 4.06,885 finale: V van Frankrijk: 4.07,730 |
|                                                              |                               |           | |
| Oksana Grishina                                              | sprint (v)                    | 5e        | kwalificatie: 3de in 11,298 1ste ronde: W van VEN Larreal: 12,209 kwartfinale: V van GER Neumann: 1-2 5-8ste plek: 1ste in 12,416             |
| Natalya Karimova                                             | individuele achtervolging (v) | 10e       | kwalificatie: 10de in 3.45,246 |
| Natalya Karimova                                             | puntenkoers (v)               | 4e        | 14 punten |
| Mountainbike                                                 |                               |           | |
| Nadezhda Pashkova                                            | vrouwen                       | 27e       | 2:16.36 |
| Alla Yepifanova                                              | vrouwen                       | 14e       | 2:01.35 |
| Weg                                                          |                               |           | |
| Evgeni Berzin                                                | tijdrit (m)                   | 15e       | 1:07.53 |
| Evgeni Berzin                                                | wegwedstrijd (m)              | 103e      | 4:56.53 |
| Vassili Davidenko                                            | wegwedstrijd (m)              | 27e       | 4:56.44 |
| Dimitri Konyshev                                             | wegwedstrijd (m)              | 13e       | 4:56.25 |
| Pavel Tonkov                                                 | wegwedstrijd (m)              | 51e       | 4:56.46 |
| Piotr Ugrumov                                                | wegwedstrijd (m)              | 58e       | 4:56.46 |
|                                                              |                               |           | |
| Svetlana Bubnenkova                                          | tijdrit (v)                   | 18e       | 40.16 |
| Zulfiya Zabirova                                             | tijdrit (v)                   | Goud      | 36.40 |
| Svetlana Bubnenkova                                          | wegwedstrijd (v)              | DNF       | niet gefinisht |
| Svetlana Samokhvalova                                        | wegwedstrijd (v)              | DNF       | niet gefinisht |
| Zulfiya Zabirova                                             | wegwedstrijd (v)              | 6e        | 2:37.06 |

### Worstelen
| Olympiër                | Discipline  | Resultaat   | Prestatie |
| Vrije stijl             | Vrije stijl | Vrije stijl | Vrije stijl |
| ----------------------- | ----------- | ----------- | --- |
| Vougar Oroudjov         | -48kg (m)   | 4e          | 1ste ronde: V van UKR Yefteni: 1-3 herkansingen: W van CAN Ragusa: 4-0 herkansingen 2: W van MEX Fernández: 4-0 herkansingen 3: W van USA Eiter: 3-1 herkansingen 4: W van ROU Corduneanu: 4-0 herkansingen 5: W van KOR Jung: 3-1 bronzen finale: V van CUB Vila: 1-3       |
| Chechenol Mongush       | -52kg (m)   | 4e          | 1ste ronde: W van ROU Corduneanu: 3-1 2de ronde: V van BUL Yordanov: 1-3 herkansingen: W van UKR Toguzov: 3-1 herkansingen 2: W van UZB Achilov: 4-0 herkansingen 3: vrij herkansingen 4: W van IRI Mohammadi: 3-1 bronzen finale: V van KAZ Mamyrov: 1-3                    |
| Bagavdin Umakhanov      | -57kg (m)   | 11e         | 1ste ronde: W van ITA Liuzzi: 3-0 2de ronde: V van CAN Sissaouri: 1-3 herkansingen: W van KAZ Fyodorov: 3-1 herkansingen 2: V van IRI Talaei: 0-3 |
| Magomed Azizov          | -62kg (m)   | 5e          | 1ste ronde: W van CAM Chamroeun: 3-0 2de ronde: W van GER Scheibe: 3-1 kwartfinale: vrij halve finale: V van USA Brands: 1-3 herkansingen: V van JPN Wada: 0-3 5-6de plek: W van ITA Schillaci: 4-0                                                                          |
| Vadim Bogiev            | -68kg (m)   | Goud        | 1ste ronde: vrij 2de ronde: W van UZB Fadzaev: 3-1 kwartfinale: W van UKR Zazirov: 3-1 halve finale: W van KOR Hwang: 3-1 finale: W van USA Saunders: 3-1 |
| Buvaisar Saitiev        | -74kg (m)   | Goud        | 1ste ronde: W van IRI Momeni: 3-0 2de ronde: W van GER Leipold: 3-1 kwartfinale: vrij halve finale: W van USA Monday: 3-1 finale: W van KOR Park: 3-0 |
| Khadzhimurad Magomedov  | -82kg (m)   | Goud        | 1ste ronde: W van SEN Diouf: 3-0 2de ronde: W van CUB Ramos: 3-1 kwartfinale: vrij halve finale: W van IRI Reza Khadem: 3-0 finale: W van KOR Park: 3-0 |
| Makharbek Khadartsev    | -90kg (m)   | Zilver      | 1ste ronde: W van PAK Bhola Bhala: 4-0 2de ronde: vrij kwartfinale: W van USA Douglas: 3-1 halve finale: W van SVK Lohyňa: 3-1 finale: V van IRI Khadem: 0-3 |
| Leri Khabelov           | -100kg (m)  | 14e         | 1ste ronde: W van GEO Tkeshelashvili: 3-0 2de ronde: V van IRI Jadidi: 0-3 herkansingen: V van CAN Ladik: 0-4 |
| Chechenol Mongush       | -130kg (m)  | 4e          | 1ste ronde: W van KAZ Klimov: 3-1 2de ronde: W van USA Baumgartner: 3-1 kwartfinale: vrij halve finale: V van TUR Demir: 0-3 herkansingen: W van KGZ Kovalevsky: 4-0 bronzen finale: V van USA Baumgartner: 1-3                                                              |
| Grieks-Romeins          |             |             | |
| Zafar Guliev            | -48kg (m)   | Brons       | 1ste ronde: W van JPN Kado: 3-1 2de ronde: V van KOR Sim: 1-3 herkansingen: W van USA Maynard: 3-0 herkansingen 2: W van TUR Özdemir: 3-0 herkansingen 3: vrij herkansingen 4: W van GEO Papashvili: 3-0 bronzen finale: W van PRK Kang: 3-0                                 |
| Samvel Danielyan        | -52kg (m)   | 4e          | 1ste ronde: W van UZB Khudoyberdiev: 3-1 2de ronde: W van POL Jabłoński: 3-0 kwartfinale: V van ARM Nazaryan: 0-3 herkansingen: W van KAZ Dyusenov: 4-0 herkansingen 2: vrij herkansingen 3: W van CUB Rivas: 3-1 bronzen finale: V van UKR Kalashnikov: 1-3                 |
| Aleksandr Ignatenko     | -57kg (m)   | 19e         | 1ste ronde: V van KAZ Melnichenko: 0-4 herkansingen: V van GRE Elgkian: 1-3 |
| Sergey Martynov         | -62kg (m)   | 8e          | 1ste ronde: W van KOR Choi: 3-0 2de ronde: V van CUB Marén: 1-3 herkansingen: W van USA Zuniga: 3-1 herkansingen 2: V van GEO Guliashvili: 1-3 |
| Aleksandr Tretyakov     | -68kg (m)   | Brons       | 1ste ronde: V van FRA Yalouz: 1-3 herkansingen: W van SWE Magnusson: 3-0 herkansingen 2: W van UKR Adzhi: 3-1 herkansingen 3: W van ARM Manukyan: 3-0 herkansingen 4: W van EST Nikitin: 3-0 herkansingen 5: W van UZB Pulyaev: 3-0 bronzen finale: W van BLR Madzhidov: 3-0 |
| Mnatsakan Iskandaryan   | -74kg (m)   | 5e          | 1ste ronde: W van VEN García: 4-0 2de ronde: W van KOR Kim: 3-0 kwartfinale: vrij halve finale: V van CUB Azcuy: 1-3 herkansingen: V van GER Hahn: 1-3 5-6de plek: W van UKR Dzyhasov: 4-0                                                                                   |
| Sergey Tsvir            | -82kg (m)   | 10e         | 1ste ronde: W van HUN Farkas: 3-0 2de ronde: V van GER Zander: 0-4 herkansingen: W van KOR Park: 4-0 herkansingen 2: V van BLR Tsilent: 0-4 |
| Gogi Koguashvili        | -90kg (m)   | 13e         | 1ste ronde: V van TUR Başar: 1-3 herkansingen: W van KOR Eom: 3-0 herkansingen 2: V van HUN Gelénesi: 1-3 |
| Teymuraz Edisherashvili | -100kg (m)  | 4e          | 1ste ronde: W van VEN Suárez: 3-0 2de ronde: V van UKR Saldadze: 1-3 herkansingen: W van USA Gleasman: 3-1 herkansingen 2: W van CRO Damjanović: 3-0 herkansingen 3: W van BUL Manov: 3-1 herkansingen 4: W van CUB Milián: 3-0 bronzen finale: V van SWE Ljungberg: 0-4     |
| Aleksandr Karelin       | -130kg (m)  | Goud        | 1ste ronde: W van TUN Ayari: 4-0 2de ronde: W van MDA Mureiko: 3-0 kwartfinale: W van FIN Ahokas: 4-0 halve finale: W van GRE Poikilidis: 4-0 finale: W van USA Ghaffari: 3-0                                                                                                |

### Zeilen
| Olympiër                                    | Discipline     | Resultaat | Prestatie |
| ------------------------------------------- | -------------- | --------- | --- |
| Vladimir Moiseyev                           | mistral (m)    | 31e       | 195 punten: (36-29-27-33-36-34-21-26-25)                                                                                                   |
| Oleg Khopyorsky                             | finn (m)       | 18e       | 107 punten: (27-18-13-16-7-27-25-10-4-14)                                                                                                  |
| Dmitry Berezkin Yevgeny Burmatnov           | 470 (m)        | 5e        | 66 punten: (13-25-5-2-3-1-11-20-19-4-8) |
|                                             |                |           | |
| Andrey Kirilyuk                             | laser          | 29e       | 212 punten: (36-25-26-31-32-24-29-19-22-20-16)                                                                                             |
| Yury Konovalov Sergey Myasnikov             | tornado klasse | 12e       | 87 punten: (11-10-7-12-18-3-15-10-8-17-11)                                                                                                 |
| Anatoly Mikhaylin Viktor Solovyov           | star klasse    | 17e       | 121 punten: (10-16-21-DNF-14-15-19-19-7-21)                                                                                                |
| Dmitri Shabanov Georgy Shayduko Igor Skalin | soling klasse  | Zilver    | 121 punten: (2-11-13-8-7-4-12-8-7-3) kwartfinale: W van Canada: 3-0 halve finale: W van Verenigde Staten: 3-0 finale: V van Duitsland: 0-3 |

### Zwemmen
| Olympiër | Discipline            | Resultaat | Prestatie                                           |
| --- | --------------------- | --------- | --------------------------------------------------- |
| Aleksandr Popov | 50m vrije slag (m)    | Goud      | serie 9: 1ste in 22,22 finale: 1ste in 22,13        |
| Vladimir Predkin                                                                                                   | 50m vrije slag (m)    | 20e       | serie 8: 7de in 23,03                               |
| Aleksandr Popov | 100m vrije slag (m)   | Goud      | serie 8: 1ste in 48,74 finale: 1ste in 48,74        |
| Vladimir Predkin                                                                                                   | 100m vrije slag (m)   | 24e       | serie 8: 6de in 50,75                               |
| Vladimir Pyshnenko                                                                                                 | 200m vrije slag (m)   | 11e       | serie 4: 6de in 1.49,79 finale B: 3de in 1.49,55    |
| Vladimir Pyshnenko                                                                                                 | 400m vrije slag (m)   | 14e       | serie 3: 5de in 3.56,40 finale B: 6de in 3.55,72    |
| Vladimir Pyshnenko                                                                                                 | 1500m vrije slag (m)  | 8e        | serie 5: 1ste in 15.16,47 finale: 8ste in 15.21,68  |
| Aleksey Butsenin                                                                                                   | 1500m vrije slag (m)  | 14e       | serie 4: 5de in 15.31,27                            |
| Aleksandr Popov | 100m rugslag (m)      | DNS       | serie 7: niet gestart                               |
| Vladimir Selkov | 100m rugslag (m)      | 17e       | serie 5: 4de in 55,87                               |
| Sergey Ostapchuk                                                                                                   | 200m rugslag (m)      | 16e       | serie 4: 6de in 2.03,50 finale B: 8ste in 2.03,91   |
| Vladimir Selkov | 200m rugslag (m)      | 17e       | serie 5: 4de in 2.01,32                             |
| Roman Ivanovsky | 100m schoolslag (m)   | DSQ       | serie 6: 3de in 1.02,69 finale B: gediskwalificeerd |
| Stanislav Lopukhov                                                                                                 | 100m schoolslag (m)   | 8e        | serie 6: 2de in 1.02,00 finale: 8ste in 1.02,13     |
| Roman Ivanovsky | 200m schoolslag (m)   | 9e        | serie 5: 5de in 2.15,56 finale B: 1ste in 2.14,37   |
| Andrey Korneyev | 200m schoolslag (m)   | Brons     | serie 5: 1ste in 2.14,11 finale: 3de in 2.13,17     |
| Vladislav Kulikov                                                                                                  | 100m vlinderslag (m)  | Brons     | serie 6: 2de in 53,54 finale: 3de in 53,13          |
| Denis Pankratov | 100m vlinderslag (m)  | Goud      | serie 8: 1ste in 52,96 finale: 1ste in 52,27 (WR)   |
| Aleksey Kolesnikov                                                                                                 | 200m vlinderslag (m)  | 18e       | serie 5: 7de in 2.00,77                             |
| Denis Pankratov | 200m vlinderslag (m)  | Goud      | serie 6: 2de in 1.58,28 finale: 1ste in 1.56,51     |
| Denis Pimankov Alexander Popov Vladimir Predkin Vladimir Pyshnenko Konstantin Ushkov Roman Yegorov                 | 4x100m vrije slag (m) | Zilver    | serie 3: 2de in 3.20,39 finale: 2de in 3.17,06 (ER) |
| Roman Ivanovsky Vladislav Kulikov Stanislav Lopukhov Denis Pankratov Alexander Popov Vladimir Selkov Roman Yegorov | 4x100m wisselslag (m) | Zilver    | serie 3: 2de in 3.41,49 finale: 2de in 3.37,55 (ER) |
| |                       |           |                                                     |
| Nataliya Meshcheryakova                                                                                            | 50m vrije slag (v)    | 8e        | serie 7: 2de in 25,73 finale: 8ste in 25,70         |
| Nataliya Meshcheryakova                                                                                            | 100m vrije slag (v)   | 13e       | serie 5: 4de in 56,33 finale B: 5de in 56,17        |
| Tatyana Litovchenko                                                                                                | 200m vrije slag (v)   | 22e       | serie 6: 6de in 2.04,09                             |
| Nadezhda Chemezova                                                                                                 | 400m vrije slag (v)   | 23e       | serie 2: 2de in 4.21,33                             |
| Olga Kochetkova | 100m rugslag (v)      | 12e       | serie 4: 4de in 1.03,17 finale B: 4de in 1.03,52    |
| Nina Zhivanevskaya                                                                                                 | 100m rugslag (v)      | 9e        | serie 3: 4de in 1.02,94 finale B: 1ste in 1.02,38   |
| Nina Zhivanevskaya                                                                                                 | 200m rugslag (v)      | 8e        | serie 3: 1ste in 2.13,32 finale: 8ste in 2.14,59    |
| Olga Landik | 100m schoolslag (v)   | 27e       | serie 3: 3de in 2.12,55                             |
| Yelena Makarova | 200m schoolslag (v)   | 22e       | serie 5: 7de in 2.33,74                             |
| Yelena Nazemnova                                                                                                   | 100m vlinderslag (v)  | 10e       | serie 5: 5de in 1.01,54 finale B: 2de in 1.00,93    |
| Svetlana Pozdeyeva                                                                                                 | 100m vlinderslag (v)  | 16e       | serie 6: 4de in 1.01,29 finale B: 8ste in 1.01,62   |
| Darya Shmelyova | 200m wisselslag (v)   | 26e       | serie 5: 7de in 2.20,34                             |
| Darya Shmelyova | 400m wisselslag (v)   | 26e       | serie 4: 8ste in 4.57,06                            |
| Svetlana Leshukova Nataliya Meshcheryakova Yelena Nazemnova Nataliya Sorokina                                      | 4x100m vrije slag (v) | DSQ       | serie 1: 1ste in 3.47,33 finale: gediskwalificeerd  |
| Nadezhda Chemezova Tatyana Litovchenko Yelena Nazemnova Inna Yaitskaya                                             | 4x200m vrije slag (v) | 12e       | serie 3: 4de in 8.16,06                             |
| Yelena Makarova Nataliya Meshcheryakova Yelena Nazemnova Svetlana Pozdeyeva Nina Zhivanevskaya                     | 4x100m wisselslag (v) | 7e        | serie 1: 2de in 4.10,65 finale: 7de in 4.10,56      |

Afghanistan · Albanië · Algerije · Amerikaanse Maagdeneilanden · Amerikaans-Samoa · Andorra · Angola · Antigua‑Barbuda · Argentinië · Armenië · Aruba · Australië · Azerbeidzjan · Bahama's · Bahrein · Bangladesh · Barbados · België · Belize · Benin · Bermuda · Bhutan · Bolivia · Bosnië en Herzegovina · Botswana · Brazilië · Britse Maagdeneilanden · Brunei · Bulgarije · Burkina Faso · Burundi · Cambodja · Canada · Centraal-Afrikaanse Republiek · Chili · China · Chinees Taipei · Colombia · Comoren · Congo-Brazzaville · Cookeilanden · Costa Rica · Cuba · Cyprus · Denemarken · Djibouti · Dominica · Dominicaanse Republiek · Duitsland · Ecuador · Egypte · El Salvador · Equatoriaal-Guinea · Estland · Ethiopië · Fiji · Filipijnen · Finland · Frankrijk · Gabon · Gambia · Georgië · Ghana · Grenada · Griekenland · Groot-Brittannië · Guam · Guatemala · Guinee · Guinee-Bissau · Guyana · Haïti · Honduras · Hongarije · Hongkong · Ierland · IJsland · India · Indonesië · Irak · Iran · Israël · Italië · Ivoorkust · Jamaica · Japan · Jemen · Joegoslavië · Jordanië · Kaaimaneilanden · Kaapverdië · Kameroen · Kazachstan · Kenia · Kirgizië · Koeweit · Kroatië · Laos · Lesotho · Letland · Libanon · Liberia · Libië · Liechtenstein · Litouwen · Luxemburg ·  Macedonië · Madagaskar · Malawi · Malediven · Maleisië · Mali · Malta · Marokko · Mauritanië · Mauritius · Mexico · Moldavië · Monaco · Mongolië · Mozambique · Myanmar · Namibië · Nauru · Nederland · Nederlandse Antillen · Nepal · Nicaragua · Nieuw-Zeeland · Niger · Nigeria · Noord-Korea · Noorwegen · Oeganda · Oekraïne · Oezbekistan · Oman · Oostenrijk · Pakistan · Palestina · Panama · Papoea-Nieuw-Guinea · Paraguay · Peru · Polen · Portugal · Puerto Rico · Qatar · Roemenië · Rusland · Rwanda · Saint Kitts en Nevis · Saint Lucia · Saint Vincent en Grenadines · Salomonseilanden · Samoa · San Marino · Sao Tomé en Principe · Saoedi-Arabië · Senegal · Seychellen · Sierra Leone · Singapore · Slovenië · Slowakije · Soedan · Somalië · Spanje · Sri Lanka · Suriname · Swaziland · Syrië · Tadzjikistan · Tanzania · Thailand · Togo · Tonga · Trinidad en Tobago · Tsjaad · Tsjechië · Tunesië · Turkije · Turkmenistan · Uruguay · Vanuatu · Venezuela · Verenigde Arabische Emiraten · Verenigde Staten · Vietnam · Wit-Rusland · Zaïre · Zambia · Zimbabwe · Zuid-Afrika · Zuid-Korea · Zweden · Zwitserland